# Polski Związek Łyżwiarski
Polski Związek Łyżwiarski – organizacja zrzeszająca zawodników jazdy szybkiej (panczenistów), jak i sztucznej (łyżwiarzy figurowych), trenerów i działaczy polskiego łyżwiarstwa, działająca w latach 1921–1957. 

## Historia
Organizacja została powołana 9 grudnia 1921 przez Lwowskie Towarzystwo Łyżwiarskie i Warszawskie Towarzystwo Łyżwiarskie. W jego skład weszły ponadto: Wileńskie Towarzystwo Łyżwiarskie, Klub Sportowy Warszawianka i Związek Harcerstwa Polskiego – Komenda Męskiej Chorągwi Krakowskiej.  Była w kontakcie z Międzynarodową Unią Łyżwiarską, gdyż jej członkiem od 1898 było Warszawskie Towarzystwo Łyżwiarskie. Siedzibą Zarządu Polskiego Związku Łyżwiarskiego był Lwów. 
W skład pierwszego zarządu wchodzili: 
- prezes – ppłk inż. Aleksander Bobkowski (Warszawa),
- wiceprezes – Leon Getter (Lwów),
- wiceprezes – inż. Wacław Zwolski (Wilno),
- sekretarz – Władysław Kuchar (Lwów),
- skarbnik – Roman Stahl (Lwów),
- członkowie – Zygmunt Nowakowski (Warszawa), Jan Ruszczyński (Warszawa), Tadeusz Kuchar (Lwów), Roman Kikiewicz (Lwów), Józef Łapiński (Lwów), dr Bolesław Trzos (Lwów), kpt. Felicjan Sterba (Lwów), por. Tadeusz Daniec (Wilno).

W 1923 siedzibę zarządu przeniesiono do Warszawy przy ul. Szopena 5. Nieco wcześniej, bo 26 listopada 1922 podczas Walnego Zebrania we Lwowie wybrano nowy zarząd W jego skład weszli:
- prezes – gen. broni Józef Haller,
- wiceprezes – kpt. Henryk Krukowicz-Przedrzymirski,
- sekretarz – Jan Wyczałkowski,
- skarbnik – inż. Stanisław Przetocki,
- członkowie – Zygmunt Nowakowski i Jankowski.

Na 1925 wybrano kolejny nowy zarząd w składzie:
- prezes – Szwajcer,
- wiceprezes – kpt. Henryk Krukowicz-Przedrzymirski,
- skarbnik – inż. Stanisław Przetocki,
- członkowie – Zygmunt Nowakowski, Wacław Znajdowski, Jankowski, Noskiewicz i Franciszek Szymczyk[4]

26 kwietnia 1931 wybrano kolejny nowy zarząd w składzie:
- prezes – Leon Chrzanowski (nacz. Wydz. Pras. MSZ)
- wiceprezesi – gen. Stefan Witkowski, kpt. Alfred Theuer
- sekretarz – Jurkowski
- skarbnik – Dana
- referentka łyżwiarstwa kobiecego – H. Krzyżanowska
- członkowie – J. Martens, J. Maciejewski, L. Skoczyński, Fr. Szymczyk[5]

20 września 1936 wybrano kolejny nowy zarząd w składzie:
- prezes – inż. Edward Nehring
- wiceprezesi – Seweryn Słojewski, Stefan Grodzki, kpt. Alfred Theuer
- sekretarz – Jurkowski
- skarbnik – Ludwik Baranowski
- członkowie bez mandatu – Jerzy Mingajło, Leonard Kwieciński, Adam Bojara, Narcyz Pełczyński, Aleksander Stencel[6][7]

Delegatem PZŁ na Lwów został Władysław Kuchar.
W 1957 z Polskiego Związku Łyżwiarskiego wydzieliły się dwa związki: Polski Związek Łyżwiarstwa Figurowego oraz Polski Związek Łyżwiarstwa Szybkiego.